# Xenos kifunei
Xenos kifunei är en insektsart som beskrevs av Cook och Mathison 1997. Xenos kifunei ingår i släktet Xenos och familjen stekelvridvingar. Inga underarter finns listade i Catalogue of Life.